# Mladen Delić
Mladen Delić (Sinj, 15. siječnja 1919. – Zagreb, 22. veljače 2005.), bio je hrvatski športski novinar, publicist te radijski i televizijski komentator.

## Životopis
Mladen Delić rođen je u Sinju 1919. godine. U mladosti se bavio lakom atletikom (sprinterske discipline) kao član HAŠK-a. Natjecao se na prvenstvima Nezavisne Države Hrvatske za vrijeme Drugog svjetskog rata, te bio nastavnik tjelesnog odgoja i športa u Domobranskoj zastavničkoj školi. Osim toga, bio je nogometaš sinjskog Junaka i košarkašem zagrebačke Slavije.
Bio je novinarom koji je prvi u povijesti Hrvatske radiotelevizije izravno izvješćivao s utakmice, a to je bilo 12. svibnja 1957. godine iz Zagreba. Utemeljiteljem je športskog uredništva Radio Zagreba. Osim što je bio radijski i televizijski novinar (Radio Zagreb i Televizija Zagreb), pisao je i za tiskovine: Narodni sport i Borbu. 
Umirovio se 1984. godine. Godine 1994. dobio je nagradu za životno djelo Hrvatskog zbora sportskih novinara.
Izvješćivao je sa 6 ljetnih i 7 zimskih olimpijskih igara, sa 7 svjetskih nogometnih prvenstava te s mnogih drugih športskih događaja.
Njegov usklik "Ljudi moji, pa je li to moguće!" na kvalifikacijskoj nogometnoj utakmici između reprezentacija Jugoslavije i Bugarske 22. prosinca 1983. godine u Splitu ubrzo je postao dio kolektivne memorije i svakodnevnog govora, a nerijetko ga koriste i današnji novinari. 
Bavio se športskom poviješću, te objavio nekoliko publikacija koje se tematski bave športom.
Mlađi brat Mladena Delića je Svemir Delić. Svemir je umro u Splitu 3. siječnja 2017. godine, a bio je igrač splitskog Hajduka i zagrebačkog Dinama, s time da je u Dinamu odigrao više utakmica.

## Djela (izbor)
- Jugoslavenska atletika, Zagreb, 1954.
- Godišnjak Saveza sportova Jugoslavije, Beograd, 1956. – 1960.
- Najbolji u Evropi, Beograd, 1962.
- Almanah jugoslovenskog sporta 1943-1963, Beograd, 1964.
- 10 godina košarke u FNRJ (suautori Vjekoslav Juras i Šime Smoljan), Zagreb, 1976.
- Dečaštvo sportskih asova (suautor), Beograd, 1982.[5]

## Nagrade i priznanja
- 1955. – trofej Saveza za fizičku kulturu Hrvatske[6]
- 1975./76. – nagrada Otokar Keršovani Hrvatskog novinarskog društva za životno djelo[7]
- 1980. – nagrada Milan Milanović Saveza za fizičku kulturu Hrvatske za životno djelo[8]
- 1981. – nagrada za životno djelo Udruženja sportskih novinara Jugoslavije[8]
- 1994. – nagrada za životno djelo Hrvatskog zbora sportskih novinara[1]
- 1994. – trofej Hrvatskog zbora sportskih novinara[6]

## Vanjske poveznice
- LZMK / Hrvatski biografski leksikon: Mladen Delić (životopis)
- LZMK / Nogometni leksikon: Mladen Delić (životopis)
- HRT / Leksikon radija i televizije – Delić, Mladen  Arhivirana inačica izvorne stranice od 22. lipnja 2018. (Wayback Machine) (životopis)
- Časopis Olimp, br. 14 – Žarko Susić: »Spomen na Mladena Delića«